# 佐竹宗実
佐竹 宗実（さたけ むねざね）は、戦国時代から安土桃山時代にかけての武将。明智光秀の家臣。のちに明智姓を与えられて明智秀慶と称した。

## 略歴
佐竹氏は山城国愛宕郡高野の地侍で、妻が吉田兼見の妻と同胞であったことから兼見とは親交があった。のちに織田信長が上洛を果たすと宗実は明智光秀の麾下に属すが、一時期「二十日銭」の利権を巡って光秀と係争を起こし、柴田勝家や細川藤孝に援助を依頼している。
天正6年（1578年）11月、光秀の命を受けて摂津に出陣し、翌天正7年（1579年）には八上城攻めに参加して負傷している。
天正10年（1582年）の本能寺の変や山崎の戦いにおける活躍は不明だが、『兼見卿記』によれば蜂須賀正勝の取りなしによって助命されたという。その後、丹羽長秀に仕えて300石を与えられるが、のちに真如堂に隠居して天正18年（1590年）9月23日に死去した。